# Adina cordifolia
Espèce
Statut de conservation UICN

 LC  : Préoccupation mineure
Adina cordifolia est une espèce de plantes à fleurs de la famille des Rubiaceae. Elle est originaire du sud de l'Asie, de l'Inde à l'est de la Chine et du Vietnam, et au sud de la Malaisie péninsulaire.

## Description
Adina cordifolia est un arbre à feuilles caduques qui peut atteindre plus de 20 mètres de haut. Les fleurs peuvent être insignifiantes individuellement mais peuvent être considérées comme attrayantes lorsqu'elles fleurissent ensemble formant une inflorescence d'une circonférence de 20-30 mm. Elles sont généralement jaunes, souvent teintées d'une nuance de rose. Adina cordifolia fleurit généralement pendant les mois d'hiver (saison sèche). 

## Répartition
Ce taxon se rencontre dans les pays suivants : Bangladesh, Birmanie, Cambodge, Chine, Inde, Laos, Népal, Sri Lanka, Thaïlande, Viêt Nam.

## Adina cordifoliaet l'Homme
L'écorce de l'arbre agit comme un antiseptique.

## Systématique
Le nom correct complet (avec auteur) de ce taxon est Adina cordifolia (Roxb.) Brandis.
L'espèce a été initialement classée dans le genre Nauclea sous le basionyme Nauclea cordifolia Roxb..
Adina cordifolia a pour synonymes :
- Adina cordifolia (Roxb.) Benth. & Hook.f. ex B.D.Jacks.
- Adina cordifolia (Roxb.) Hook.f.
- Haldina cordifolia (Roxb.) Ridsdale
- Nauclea cordifolia Roxb.
- Nauclea sterculiifolia A.Rich.
- Nauclea sterculiifolia A.Rich. ex DC.

## Galerie

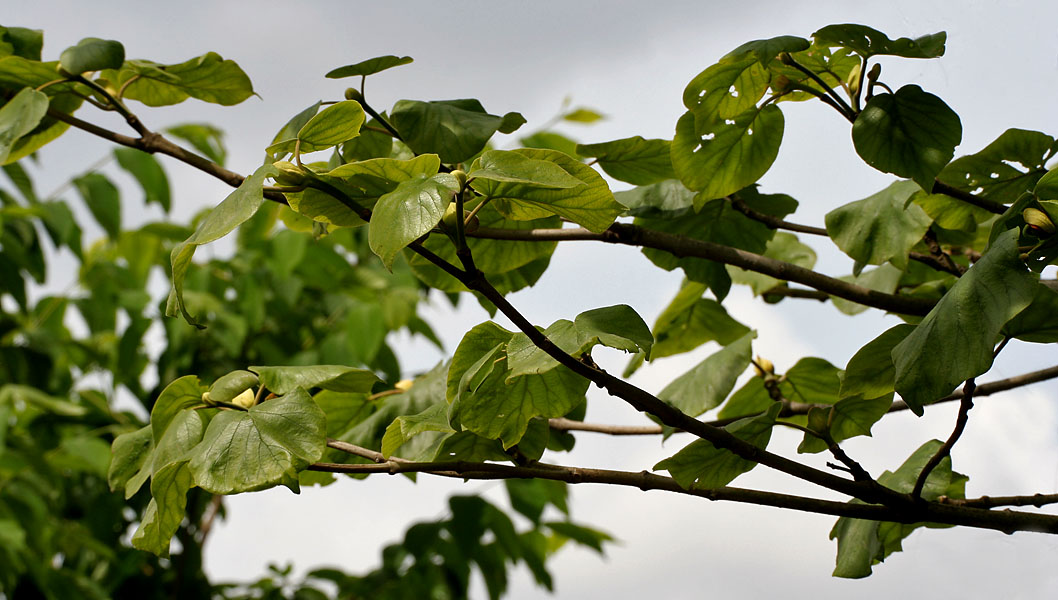
Ramure dans les collines d'Ananthagiri (district de Rangareddy, Andhra Pradesh, Inde).
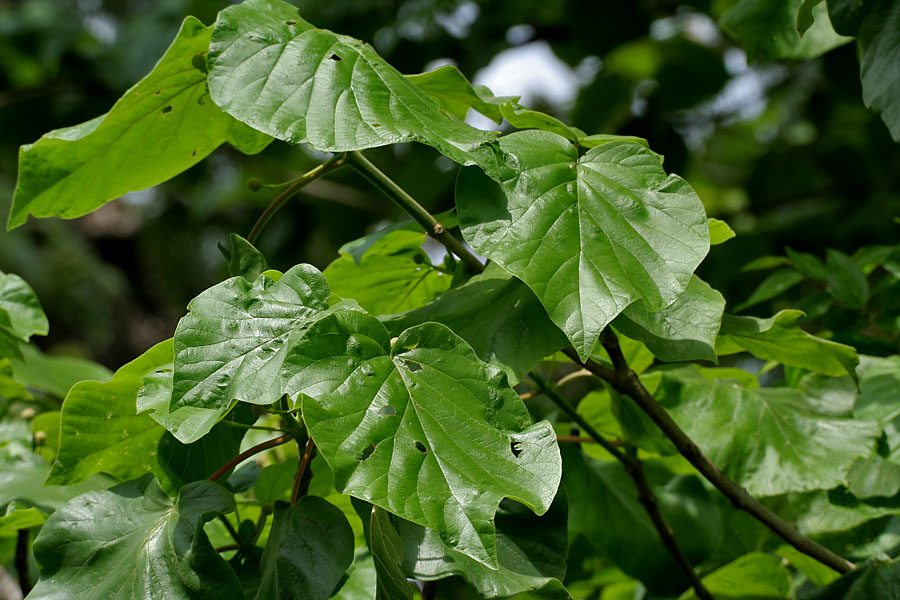
Feuilles d'un sujet dans les collines d'Ananthagiri (district de Rangareddy de l'Andhra Pradesh, Inde).
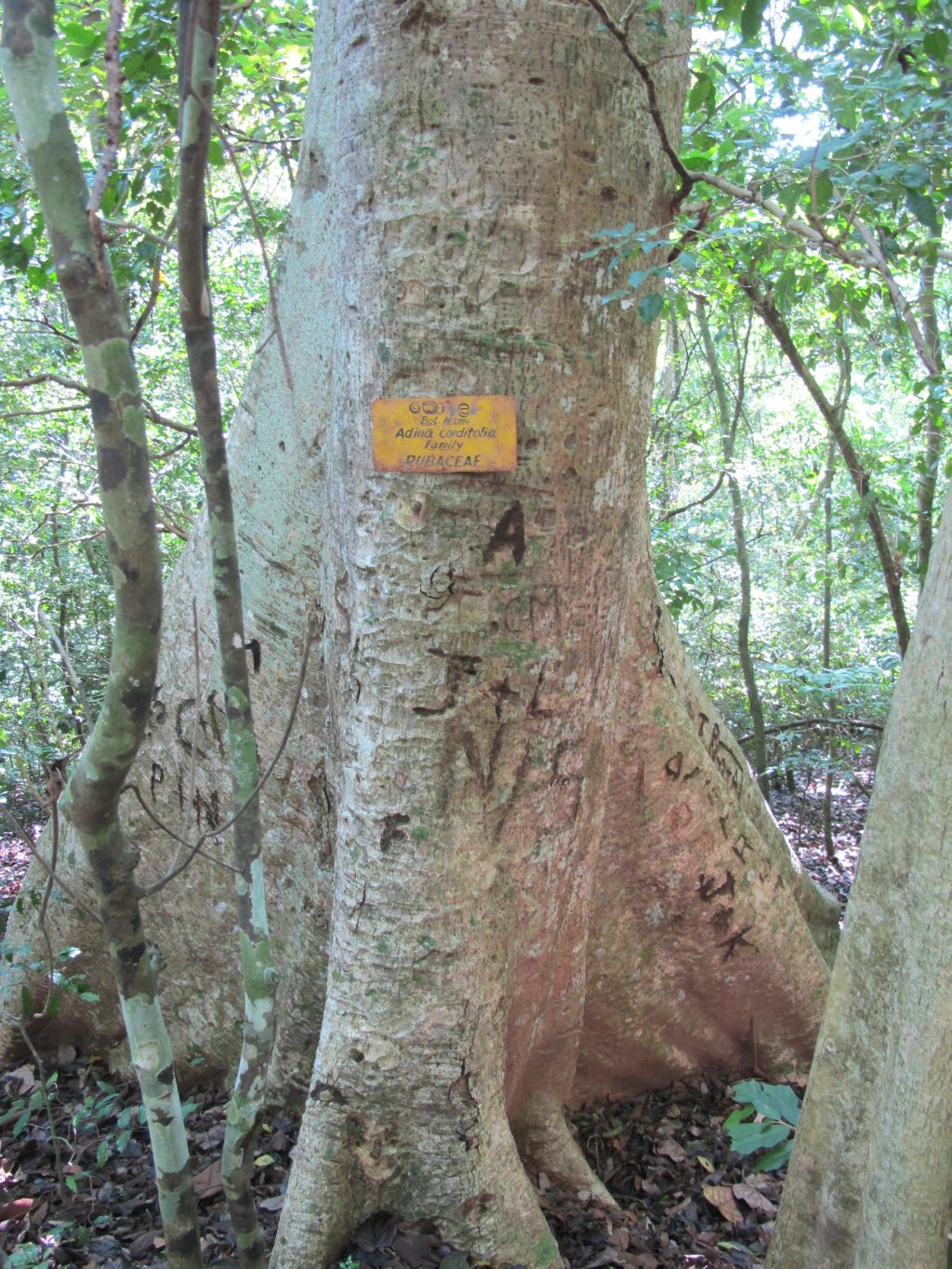
Tronc au sanctuaire d'Udawatta Kele (en) (Sri Lanka).
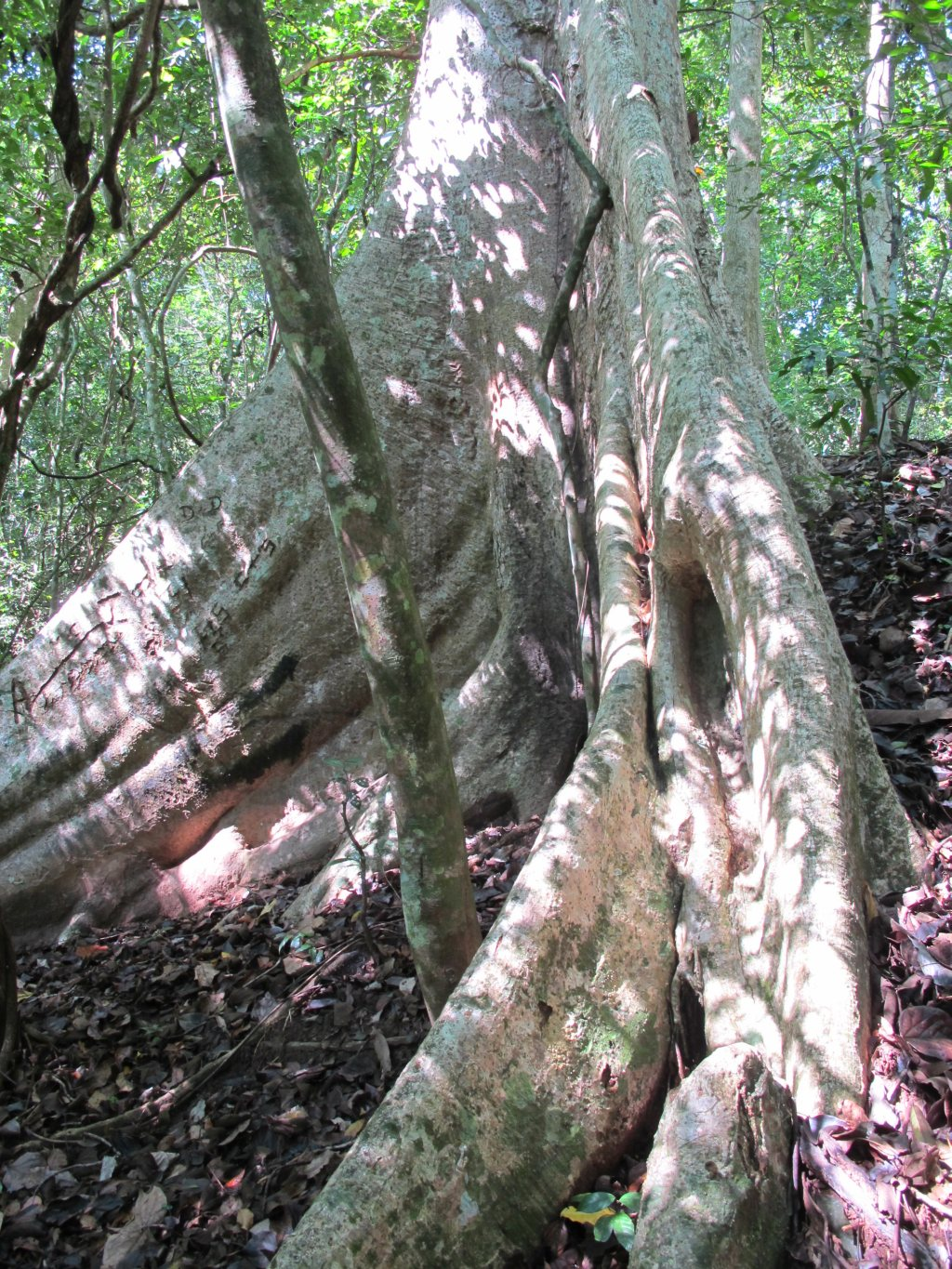
Tronc au sanctuaire d'Udawatta Kele, Sri Lanka.